# Distretto di Reni
Il distretto di Reni (in ucraino Ренійський район?, Renijs'kyj rajon, rumeno Raionul Reni) era un distretto dell'Ucraina situato nell'oblast' di Odessa; aveva per capoluogo Reni. La popolazione era di 37 461 persone (stima del 2015). Il distretto fu costituito nel 1969 ed è stato soppresso in seguito alla riforma amministrativa del 2020.